# Proteides
Proteides là một chi bướm ngày thuộc họ Bướm nâu.